# Добричка област
Добричка област (буг. Област Добрич) се налази у североисточном делу Бугарске. Ова област заузима површину од 4.719,7 km² и има 213.325 становника. Административни центар Добричке области је град Добрич.

## Списак насељених места у Добричкој области
Градови су подебљани

### Општина Балчик
Албена,
Балчик,
Безводица,
Бобовец,
Брјастово,
Гурково,
Дропла,
Дабрава,
Змеево,
Карвуна,
Кранево,
Кремена,
Љахово,
Царичино,
Оброчиште,
Преспа,
Рогачево,
Сенокос,
Соколово,
Стражица,
Тригорци,
Храброво,
Црква

### Општина Генерал Тошево
Александар Стамболијски,
Балканци,
Бежаново,
Василево,
Великово,
Вичово,
Генерал Тошево,
Градини,
Горица,
Дабовик,
Житен,
Зограф,
Изворово,
Јовково,
Калина,
Кардам,
Конаре,
Краиште,
Красен,
Капиново,
Лозница,
Љуљаково,
Малина,
Огражден,
Петлешково,
Писарово,
Пленимир,
Преселенци,
Присад,
Пчеларово,
Равнец,
Рогозина,
Росен,
Росица,
Сираково,
Сноп,
Сњагово,
Спасово,
Средина,
Срнино,
Узово,
Чернооково

### Општина Добричка
Алцек,
Самуилово,
Батово,
Бдинци,
Бенковски,
Богдан,
Божурово,
Браниште,
Ведрина,
Владимирово,
Водњанци,
Вратарите,
Врачанци,
Генерал Колево,
Гешаново,
Дебрене,
Победа,
Добрево,
Долина,
Дончево,
Драганово,
Дрјановец,
Енево,
Житница,
Златија,
Камен,
Карапелит,
Козлодујци,
Котленци,
Крагулево,
Љасково,
Ловчанци,
Ломница,
Малка Смолница,
Медово,
Методиево,
Миладиновци,
Ново Ботево,
Овчарово,
Одринци,
Одарци,
Опанец,
Орлова Могила,
Паскалево,
Плачидол,
Подслон,
Полковник Свештарово,
Попгригорово,
Прилеп,
Приморци,
Пчелино,
Пчелник,
Полковник Минково,
Росеново,
Свобода,
Славеево,
Смолница,
Соколник,
Полковник Иваново,
Стефан Караџа,
Стефаново,
Стожер,
Сливенци,
Тјанево,
Фелтфебел Денково,
Хитово,
Царевец,
Черна

### Општина Каварна
Белгун,
Било,
Божурец,
Балгарево,
Видно,
Вранино,
Иречек,
Каварна,
Камен Брјаг,
Крупен,
Могилиште,
Нејково,
Поручик Чунчево,
Раковски,
Свети Никола,
Селце,
Септемвријци,
Топола,
Травник,
Хаџи Димитар,
Челопечене

### Општина Крушари
Абрит,
Александрија ,
Бистрец,
Габер,
Добрин,
Ефрејтор Бакалово,
Загорци,
Земенци,
Зимница,
Капитан Димитрово,
Коритен,
Крушари,
Лозенец,
Огњаново,
Полковник Дјаково,
Поручик Крџиево,
Северњак,
Северци,
Телериг

### Општина Тервел
Ангелариј,
Балик,
Безмер,
Божан,
Бонево,
Брестница,
Војниково,
Главанци,
Градница,
Гуслар,
Жегларци,
Зрнево,
Каблешково,
Кладенци,
Коларци,
Кочмар,
Мали Извор,
Нова Камена,
Оногур,
Орљак,
Полковник Савово,
Попгруево,
Професор Златарски,
Сарнец,
Тервел,
Честименско

### Општина Добрич
Добрич

### Општина Шабла
Божаново,
Ваклино,
Горичане,
Горун,
Граничар,
Дуранкулак,
Езерец,
Захари Стојаново,
Крапец,
Пролез,
Смин,
Стаевци,
Твардица,
Тјуленово,
Черноморци,
Шабла